# Línguas charruanas
As línguas charruanas formaram um grupo já extinto de línguas que já foram faladas no Uruguai e na província de Entre Ríos na Argentina. Há vestígios da antiga existência dos idiomas charuanos na campanha do Rio Grande do Sul, Brasil. 

## Línguas
Quatro línguas foram identificadas como fazendo parte dessa família linguística, conforme o livro “Classification of South American Indian Languages” escrito por Čestmír Loukotka da UCLA Latin American Center, 1968:
- Balomar
- Chaná
- Charrua
- Güenoa

Há ainda várias outras línguas ainda não confirmadas como pertencentes ao grupo, mas supostas:
- Bohane - falada em Maldonado, Uruguai
- Calchine - falada em Santa Fé, Argentina, ao longo do Rio Salado, Argentina
- Caracañá - falada ao longo do Rio Caracaña, Santa Fe
- Chaná-Mbegua ou Begua - falada ao longo do Rio Paraná entre Crespo e Vitória, na província de Entre Rios
- Colastiné - falada na província Santa Fé próximo a Colastiné
- Corondá - falada um Coronda, Santa Fé.
- Guaiquiaré - falada em Entre Rios, no Arroio Guaiquiraré
- Mocoreta ou Macurendá ou Mocolete - falada ao longo do Rio Mocoretá em Entre Rios
- Pairindi - falada em Entre Rios desde Corrientes até o Rio Feliciano.
- Timbu - falada in Gaboto, Santa Fé
- Yaro - falada no Uruguai entre o Rio Negro e o rio San Salvador.

## Relações genéticas
Morris Swadesh inclui o Charruano junto com as línguas matacoanas, as guaicuruanas e as mascoianas dentro de um grupo “Macro-Mapuche”.
Kaufman (1990) prefere incluir as guaicuruanas, matacoanas, charruanas e mascoianas num grupo a ser mais investigado, o das “Macro-Guaicuruanas”.
Livros de Terrence Kaufman:
- “history in South America: What we know and how to know more” – 1990;
- “Amazonian linguistics: Studies in lowland South American languages” – Payne – D.L. Austin, Texas
- “Atlas of the world's languages” 1994 – Mosley C. Asher, London

## Comparação lexical
Há pouquíssimos registros das línguas charruanas, porém algum vocabulário foi levantado e está no quadro comparativo: 
| Português | Charrua | Chaná | Guenoa |
| --------- | ------- | ----- | ------ |
| olho      | i-xou   |       |        |
| ouvido    | i-mau   |       |        |
| mão       | guar    | mbó   |        |
| água      | hué     |       |        |
| sol       |         | dioi  |        |
| cão       | samayoí |       | lochan |
| árvore    |         | huok  |        |
| um        | yú      | ugil  | yut    |
| dois      | sam     | usan  |        |
| três      | detí    | detit |        |

## Vocabulário charrua
Vocabulários da língua charrua em Barrios Pintos (1991):
Palavras do "sargento mayor" Benito Silva, e recolhidas pelo Dr. Teodoro Miguel Vilardebó, em novembro de 1841. Benito Silva estivera refugiado entre os charruas e que os comandara como chefe militar durante cinco meses. Logo voltou a encontrar um grupo reduzido em 1840, no Rio Grande do Sul, permanecendo alguns dias em seus toldos.
| Charrua       | Português                                                  |
| ------------- | ---------------------------------------------------------- |
| yú            | um                                                         |
| sam           | dois                                                       |
| deti          | três                                                       |
| betum         | quatro                                                     |
| betum yú      | cinco                                                      |
| betum sam     | seis                                                       |
| betim detí    | sete                                                       |
| betum arrasam | oito                                                       |
| baquiú        | nove                                                       |
| guaroj        | dez                                                        |
| guamanaí      | cunhado                                                    |
| inchalá       | irmão                                                      |
| sepé          | lábio                                                      |
| quícan        | aguardente, cachaça                                        |
| sisi          | mistura de pó de osso e de tabaco que os charruas mascavam |
| na            | traz                                                       |
| lai           | bolas                                                      |
| lai sam       | boleadeira de duas bolas, para bolear avestruzes           |
| lai detí      | boleadeira de três bolas, para bolear cavalos              |
| tinú          | faca                                                       |
| babulaí       | boleado                                                    |

Orações (do "sargento mayor" Benito Silva):
| Charrua     | Português    |
| ----------- | ------------ |
| misiajalaná | fique quieto |
| andó diabun | vamos dormir |

As três palavras recolhidas pelo religioso jesuíta Florian Paucke S.J., em meados do séc. XVIII:
| Charrua    | Português                                                   |
| ---------- | ----------------------------------------------------------- |
| bilu       | belo, formoso                                               |
| godgororoy | presumivelmente uma onomatopéia do grito do ganso silvestre |
| lojan      | cachorro                                                    |

Palavras de uma moça do oficial Manuel Arias, e recolhidas pelo Dr. Teodoro Miguel Vilardebó, em novembro de 1842.
| Charrua  | Português   |
| -------- | ----------- |
| i-u      | um          |
| saú      | dois        |
| datit    | três        |
| betum    | quatro      |
| betum iú | cinco       |
| ej       | boca        |
| isbaj    | braço       |
| is       | cabeça      |
| guar     | mão         |
| ibar     | nariz       |
| ijou     | olho        |
| imau     | orelha      |
| itaj     | cabelo      |
| atit     | pé          |
| berá     | avestruz    |
| jual     | cavalo      |
| mautiblá | mula        |
| beluá    | vaca        |
| hué      | água        |
| it       | fogo        |
| guidaí   | lua         |
| itojmau  | rapaz       |
| chalouá  | moça        |
| lajau    | "ombú"      |
| bajiná   | caminhar    |
| ilabun   | dormir      |
| basqüade | levantar-se |
| aú       | matar       |